# 府中市立府中第八中学校
府中市立府中第八中学校（ふちゅうしりつふちゅうだいはちちゅうがっこう）は、東京都府中市にある公立の中学校。略称は府中八中である。

## 沿革
- 1973年（昭和48年）6月18日 - 東京都府中市立府中第八中学校開設認可
- 1973年（昭和48年）6月19日 - 東京都府中市四谷1丁目2837番地に校舎建設工事起工
- 1974年（昭和49年）3月31日 - 校舎竣工
- 1974年（昭和49年）4月1日 - 開校
- 1974年（昭和49年）6月14日 - 校章制定
- 1974年（昭和49年）6月28日 - 旧プール完成
- 1977年（昭和52年）3月31日 - 防球ネット、クラブ更衣室完成
- 1978年（昭和53年）2月28日 - 増築、本館4教室竣工
- 1983年（昭和58年）3月18日 - 増築、普通教室6･特別教室5竣工
- 1988年（昭和63年）3月18日 - 和室完成
- 1990年（平成2年）12月25日 - コンピューター室完成（パーソナルコンピューター43台設置）
- 1993年（平成5年）6月17日 - 武道場・現プール竣工（学習指導要領改訂に伴う保健体育での武道必修化により旧プールを壊して改築）
- 2001年（平成13年）11月13日 - 校庭改修工事完了
- 2011年（平成23年）6月30日 - 空調設備設置
- 2013年（平成25年）10月31日 - 耐震工事完了
- 2018年（平成30年）4月1日 - タブレットPC40台設置。並びに、教室プロジェクター設置。
- 2020年   (令和2年）  2月26日- 防球ネット工事完了。並びに、武道場空調工事完了
- 2020年   (令和2年)　3月28日-仮設校舎竣工
- 2021年   (令和3年)　9月30日-体育館空調工事・防水工事・外壁塗装完了
- 2021年   (令和3年)　2月28日-武道場防水工事・外壁塗装完了
- 2021年   (令和3年)　3月28日-プールサイド舗装工事完了。並びに、東京都教育委員会安全教育推進校(1年目)
- 2022年   (令和4年)　11月2日-東京都教育委員会安全教育推進校。並びに、研究発表会(2年目)
- 2022年   (令和4年)　12月16日-トイレ改修工事完了
- 2022年   (令和4年)　2月28日-校舎外壁塗装工事完了[1]

## 学区
- 府中市立四谷小学校学区の全域と府中市立住吉・日新両小学校学区の一部

## 特徴
- 校舎の南には多摩川が流れている。川沿いの場所にあるため住居表示の対象から外れており、所在地は地番で表される。なお「四谷一丁目」は法令により正式な地名表記である。
- 開校記念日はとなりにある府中市立四谷小学校と同じ日である。
- 2007年に校庭にマウンドが設置された。
- かつて部活が盛んだったが近年顧問の減少により部活が減少している。
- 多くの生徒がとなりの府中市立四谷小学校から府中第八中学校に入学している。

## 出身者
- 若兎馬裕三（力士、押尾川〜尾車部屋）
- 太田光代（芸能プロモーター、タイタン社長）
- 菅野剛士（プロ野球選手、千葉ロッテマリーンズ）

## 所在地
- 東京都府中市四谷1丁目2837番地